# Processeur scalaire
Pour les articles homonymes, voir Scalaire.
 (décembre 2022).
Si vous disposez d'ouvrages ou d'articles de référence ou si vous connaissez des sites web de qualité traitant du thème abordé ici, merci de compléter l'article en donnant les références utiles à sa vérifiabilité et en les liant à la section « Notes et références ».
Un processeur est dit scalaire s'il ne traite qu'une seule donnée à la fois.
Il est superscalaire si, grâce à son architecture parallélisée, il est capable d'en traiter plusieurs. Les processeurs scalaires sont parfois mis en opposition avec les processeurs vectoriels.